# Emerging Sources Citation Index
Emerging Sources Citation Index (ESCI) ist eine 2015 von Thomson Reuters erstellte und jetzt von Clarivate Analytics betriebene Zitationsdatenbank. Die Datenbank umfasst „akademische Zeitschriften von regionaler Bedeutung und in aufstrebenden wissenschaftlichen Bereichen“.
Der ESCI gehört zusammen mit Science Citation Index Expanded (SCIE), dem Social Sciences Citation Index (SSCI) und  dem Arts and Humanities Citation Index (AHCI) zu den führenden Zitationsdatenbanken im Internet.